# Керол Ен Форд
Керол Ен Лилијан Форд (енгл. Carole Ann Lillian Ford; рођена Хигинс Илфорд, 16. јун 1940) је британска глумица. Фордова је најпознатија по улози Сузан Форман у научно-фантастичној серији Доктор Ху.